# Барош
Барош (фр. Baroches) насеље је и општина у североисточној Француској у региону Лорена, у департману Мерт и Мозел која припада префектури Брије.
По подацима из 2011. године у општини је живело 375 становника, а густина насељености је износила 28,24 становника/km². Општина се простире на површини од 13,28 km². Налази се на средњој надморској висини од 230 метара (максималној 253 m, а минималној 192 m).

## Демографија
| 1962. | 1968. | 1975. | 1982. | 1990. | 1999. | 2011. |
| ----- | ----- | ----- | ----- | ----- | ----- | ----- |
| 283   | 285   | 257   | 295   | 312   | 348   | 375   |

График промене броја становника у току последњих година